# Mylo Xyloto Tour
A Mylo Xyloto Tour foi a quinta turnê mundial da banda britânica Coldplay. Servindo como um suporte para o seu quinto álbum de estúdio, Mylo Xyloto (2011), a turnê teve início em outubro de 2011, com um show no Rock in Rio no Rio de Janeiro e depois uma série de concertos na Europa. A grande produção do show começou em dezembro de 2011 no Reino Unido e nos Emirados Árabes Unidos. A turnê percorre o ano inteiro de 2012 pela América do Norte, Europa e Oceania.

## Antecedentes
Logo após dedicarem o verão de 2011 para uma turnê promocional na Europa, nas Américas e na África, a banda anunciou em sua conta no Twitter em setembro de 2011 que entrariam em turnê. Inicialmente foram reveladas datas de shows no Reino Unido, na França, Alemanha e Bélgica. Uma série de shows de ensaio foram adicionados para outubro e novembro, considerando que a banda participaria em festivais de rádio e shows exclusivos para fãs. Devido à demanda, a banda adicionou shows promocionais no Reino Unido. Uma dessas datas foi um concerto no Dingwalls em Londres. Neste lugar, a banda fez vários shows para ajudar a financiar o seu álbum de estreia. Mais tarde, em novembro, mais datas no Reino Unido foram adicionadas, desta vez, tocando em estádios, em junho de 2012. Os shows em Manchester, Sunderlan e Londres tiveram seus ingressos esgotados em menos de duas horas. A turnê começou com um show ao vivo transmitido em Madrid.

## Shows de abertura
- Emeli Sandé (Europa—Fase 1, datas selecionadas)[5] (América do Norte—Fase 2, datas selecionadas)[6]
- Marina and the Diamonds (Manchester—4 de dezembro)[7] (Europa—Fases 2 & 3, datas selecionadas)[8] (América do Norte—Fase 2, datas selecionadas)[6]
- Metronomy (América do Norte—Fase 1)[9]
- The Pierces (América do Norte—Fase 1)[9]
- Robyn (Europa—Fase 2, datas selecionadas)[8] (América do Norte—Fase 2, datas selecionadas)[6]
- Rita Ora (Europa—Fase 2, datas selecionadas)[8]
- Wolf Gang (América do Norte—Fase 2, datas selecionadas)[6]
- The Temper Trap (Oceania)[10]
- The Pierces (Vancouver) (Oceania)[10][11]
- Fedde le Grand (Madrid)[12]
- The Low Suns (Manchester—4 de dezembro, Londres—9 de dezembro)
- Steve Coogan (Londres—10 de dezembro)[13]
- Rob Brydon (Londres—10 de dezembro)[13]
- Tinie Tempah (Londres—10 de dezembro)[13]
- Ash (Londres—1 de junho)[8]
- Charli XCX (Manchester—9 de junho), (América do Norte—Fase 2, datas selecionadas), (Europa—Fase 3, datas selecionadas)[14]
- City and Colour (Vancouver)[11]
- Here We Go Magic (Montreal)[14]
- Naturally 7 (Cidade de Nova Iorque, Uncasville)[15]

## Repertório
18 de maio de 2012—21 de novembro de 2012
1. "Mylo Xyloto"
2. "Hurts Like Heaven"
3. "In My Place"
4. "Major Minus"
5. "Lovers in Japan"
6. "The Scientist"
7. "Yellow"
8. "Violet Hill"
9. "God Put a Smile upon Your Face"
10. "Princess of China"
11. "Up in Flames"
12. "Warning Sign"
13. "A Hopeful Transmission"
14. "Don't Let It Break Your Heart"
15. "Viva la Vida"
16. "Charlie Brown"
17. "Paradise"
18. "Us Against the World"
19. "Speed of Sound"
20. "Clocks"

1. "Fix You"

1. "M.M.I.X."
2. "Every Teardrop Is a Waterfall"

Notas
- Durante os festivais de verão de 2011, a banda performou as canções "Lost!", "Politik" e "Life Is for Living".[17]
- Durante o concerto no UEA Large Common Room em Norwich, a banda apresentou a canção "We Found Love".[18]
- Durante os concertos em Scottish Exhibition e Conference Centre, a banda performou "Daylight". Também foi performada a canção "Til Kingdom Come" no lugar de "Us Against the World". O mesmo aconteceu em Manchester Evening News Arena.
- Durante o concerto no Dingwalls, a banda performou a canção "Christmas Lights". A canção foi tocada no show em 10 de dezembro no The O2 Arena, e em seguida, tocada mais uma vez na fase européia no O2 World Arena.[19]
- No concerto do dia 9 de dezembro, no The O2 Arena, a banda performou a canção "Don't Panic".
- Durante os concertos ocorridos de 3 de dezembro de 2011 a 31 de dezembro de 2011, a banda perfomou a canção "What If".[19][20]
- No show ocorrido em Palais Omnisports de Paris-Bercy, a banda perfomou "Shiver" no lugar de "What If". A canção foi perfomada novamente em Lanxess Arena, desta vez, na versão acústica.[20]
- Durante o concerto em the Ahoy, a banda performou "White Christmas".

## Datas da turnê
| Data                      | Cidade           | País                   | Local                                     |
| ------------------------- | ---------------- | ---------------------- | ----------------------------------------- |
| América do Sul            |                  |                        |                                           |
| 01 de outubro de 2011     | Rio de Janeiro   | Brasil                 | Rock in Rio IV                            |
| Europa                    |                  |                        |                                           |
| 26 de outubro de 2011[A]  | Madrid           | Espanha                | Plaza de Toros de Las Ventas              |
| 27 de outubro de 2011[B]  | Norwich          | Inglaterra             | UEA Large Common Room                     |
| 31 de outubro de 2011     | Paris            | França                 | La Cigale                                 |
| 2 de novembro de 2011[C]  | Cologne          | Alemanha               | E-Werk                                    |
| 21 de novembro de 2011    | Roma             | Itália                 | Cinecittà                                 |
| 23 de novembro de 2011    | Oslo             | Noruega                | Sentrum Scene                             |
| 3 de dezembro de 2011     | Glasgow          | Escócia                | Scottish Exhibition and Conference Centre |
| 4 de dezembro de 2011     | Manchester       | Inglaterra             | Manchester Evening News Arena             |
| 6 de dezembro de 2011[D]  | Londres          | Inglaterra             | Dingwalls                                 |
| 9 de dezembro de 2011     | Londres          | Inglaterra             | The O2 Arena                              |
| 10 de dezembro de 2011[E] | Londres          | Inglaterra             | The O2 Arena                              |
| 14 de dezembro de 2011    | Paris            | França                 | Palais Omnisports de Paris-Bercy          |
| 15 de dezembro de 2011    | Cologne          | Alemanha               | Lanxess Arena                             |
| 17 de dezembro de 2011    | Roterdão         | Países Baixos          | Ahoy Rotterdam                            |
| 18 de dezembro de 2011    | Antwerp          | Bélgica                | Sportpaleis                               |
| 20 de dezembro de 2011    | Frankfurt        | Alemanha               | Festhalle Frankfurt                       |
| 21 de dezembro de 2011    | Berlin           | Alemanha               | O2 World                                  |
| Ásia                      |                  |                        |                                           |
| 31 de dezembro de 2011[F] | Abu Dhabi        | Emirados Árabes Unidos | VOR Destination Village                   |
| América do Norte          |                  |                        |                                           |
| 17 de abril de 2012       | Edmonton         | Canadá                 | Rexall Place                              |
| 18 de abril de 2012       | Calgary          | Canadá                 | Scotiabank Saddledome                     |
| 20 de abril de 2012       | Vancouver        | Canadá                 | Rogers Arena                              |
| 21 de abril de 2012       | Vancouver        | Canadá                 | Rogers Arena                              |
| 24 de abril de 2012       | Portland         | Estados Unidos         | Rose Garden                               |
| 25 de abril de 2012       | Seattle          | Estados Unidos         | KeyArena                                  |
| 27 de abril de 2012       | San Jose         | Estados Unidos         | HP Pavilion at San Jose                   |
| 28 de abril de 2012       | San Jose         | Estados Unidos         | HP Pavilion at San Jose                   |
| 1 de maio de 2012         | Los Angeles      | Estados Unidos         | Hollywood Bowl                            |
| 2 de maio de 2012         | Los Angeles      | Estados Unidos         | Hollywood Bowl                            |
| 4 de maio de 2012         | Los Angeles      | Estados Unidos         | Hollywood Bowl                            |
| Europa                    |                  |                        |                                           |
| 18 de maio de 2012        | Porto            | Portugal               | Estádio do Dragão                         |
| 20 de maio de 2012        | Madrid           | Espanha                | Estadio Vicente Calderón                  |
| 22 de maio de 2012        | Nice             | França                 | Stade Charles-Ehrmann                     |
| 24 de maio de 2012        | Turin            | Itália                 | Stadio Olimpico di Torino                 |
| 26 de maio de 2012        | Zurique          | Suíça                  | Letzigrund                                |
| 29 de maio de 2012        | Coventry         | Inglaterra             | Ricoh Arena                               |
| 1 de junho de 2012        | Londres          | Inglaterra             | Emirates Stadium                          |
| 2 de junho de 2012        | Londres          | Inglaterra             | Emirates Stadium                          |
| 4 de junho de 2012        | Londres          | Inglaterra             | Emirates Stadium                          |
| 7 de junho de 2012        | Sunderland       | Inglaterra             | Stadium of Light                          |
| 9 de junho de 2012[G]     | Londres          | Inglaterra             | Wembley Stadium                           |
| 9 de junho de 2012        | Manchester       | Inglaterra             | Etihad Stadium                            |
| 10 de junho de 2012       | Manchester       | Inglaterra             | Etihad Stadium                            |
| América do Norte          |                  |                        |                                           |
| 22 de junho de 2012       | Dallas           | Estados Unidos         | American Airlines Center                  |
| 23 de junho de 2012       | Dallas           | Estados Unidos         | American Airlines Center                  |
| 25 de junho de 2012       | Houston          | Estados Unidos         | Toyota Center                             |
| 26 de junho de 2012       | Houston          | Estados Unidos         | Toyota Center                             |
| 28 de junho de 2012       | Tampa            | Estados Unidos         | Tampa Bay Times Forum                     |
| 29 de junho de 2012       | Miami            | Estados Unidos         | American Airlines Arena                   |
| 2 de julho de 2012        | Atlanta          | Estados Unidos         | Philips Arena                             |
| 3 de julho de 2012        | Charlotte        | Estados Unidos         | Time Warner Cable Arena                   |
| 5 de julho de 2012        | Philadelphia     | Estados Unidos         | Wells Fargo Center                        |
| 6 de julho de 2012        | Philadelphia     | Estados Unidos         | Wells Fargo Center                        |
| 8 de julho de 2012        | Washington, D.C. | Estados Unidos         | Verizon Center                            |
| 9 de julho de 2012        | Washington, D.C. | Estados Unidos         | Verizon Center                            |
| 23 de julho de 2012       | Toronto          | Canadá                 | Air Canada Centre                         |
| 24 de julho de 2012       | Toronto          | Canadá                 | Air Canada Centre                         |
| 26 de julho de 2012       | Montreal         | Canadá                 | Bell Centre                               |
| 27 de julho de 2012       | Montreal         | Canadá                 | Bell Centre                               |
| 29 de julho de 2012       | Boston           | Estados Unidos         | TD Garden                                 |
| 30 de julho de 2012       | Boston           | Estados Unidos         | TD Garden                                 |
| 1 de agosto de 2012       | Auburn Hills     | Estados Unidos         | Palace of Auburn Hills                    |
| 3 de agosto de 2012       | East Rutherford  | Estados Unidos         | Izod Center                               |
| 4 de agosto de 2012       | East Rutherford  | Estados Unidos         | Izod Center                               |
| 7 de agosto de 2012       | Chicago          | Estados Unidos         | United Center                             |
| 8 de agosto de 2012       | Chicago          | Estados Unidos         | United Center                             |
| 10 de agosto de 2012      | Saint Paul       | Estados Unidos         | Xcel Energy Center                        |
| 11 de agosto de 2012      | Saint Paul       | Estados Unidos         | Xcel Energy Center                        |
| Europa                    |                  |                        |                                           |
| 28 de agosto de 2012      | Copenhagen       | Dinamarca              | Parken Stadium                            |
| 30 de agosto de 2012      | Estocolmo        | Suécia                 | Stockholm Olympic Stadium                 |
| 2 de setembro de 2012     | Paris            | França                 | Stade de France                           |
| 4 de setembro de 2012     | Cologne          | Alemanha               | RheinEnergieStadion                       |
| 6 de setembro de 2012     | The Hague        | Países Baixos          | Malieveld                                 |
| 9 de setembro de 2012     | Londres          | Inglaterra             | Olympic Stadium                           |
| 12 de setembro de 2012    | Munich           | Alemanha               | Olympic Stadium                           |
| 14 de setembro de 2012    | Leipzig          | Alemanha               | Red Bull Arena                            |
| 16 de setembro de 2012    | Prague           | Chéquia                | Synot Tip Arena                           |
| 19 de setembro de 2012    | Warsaw           | Polónia                | National Stadium                          |
| 22 de setembro de 2012    | Hanover          | Alemanha               | AWD-Arena                                 |
| Oceania                   |                  |                        |                                           |
| 10 de novembro de 2012    | Auckland         | Nova Zelândia          | Mount Smart Stadium                       |
| 13 de novembro de 2012    | Melbourne        | Austrália              | Etihad Stadium                            |
| 17 de novembro de 2012    | Sydney           | Austrália              | Allianz Stadium                           |
| 18 de novembro de 2012    | Sydney           | Austrália              | Allianz Stadium                           |
| 21 de novembro de 2012    | Brisbane         | Austrália              | Suncorp Stadium                           |
| América do Norte          |                  |                        |                                           |
| 29 de dezembro de 2012    | Uncasville       | Estados Unidos         | Mohegan Sun Arena                         |
| 30 de dezembro de 2012    | Nova Iorque      | Estados Unidos         | Barclays Center                           |
| 31 de dezembro de 2012    | Nova Iorque      | Estados Unidos         | Barclays Center                           |

Festivais e outras performances
A Este concerto fez parte do "American Express Unstaged"
B Este concerto fez parte do "BBC Radio 1's Student Tour"
C Este concerto fez parte do "1Live Radiokonzert"
D Este concerto fez parte do "Radio 2 In Concert"
E Este concerto fez parte do "Under 1 Roof: A Benefit for Kids Company"
F Este concerto fez parte do "Volvo Ocean Race"
G Este concerto fez parte do "Capital FM's Summertime Ball"
Cancelamentos e shows adiados
| 4 de novembro de 2011   | Oslo, Noruega            | Folketeatret               | Adiado. Remarcado para dia 23 de novembro de 2011 e trocado o local para o Sentrum Scene. |
| 5 de fevereiro de 2013  | São Paulo, Brasil        | Estádio do Morumbi         | Cancelado. Incompatibilidade de agenda.                                                   |
| 7 de fevereiro de 2013  | Porto Alegre, Brasil     | Estádio do Zequinha        | Cancelado. Incompatibilidade de agenda.                                                   |
| 9 de fevereiro de 2013  | Buenos Aires, Argentina  | Estadio Ciudad de La Plata | Cancelado. Incompatibilidade de agenda.                                                   |
| 12 de fevereiro de 2013 | Santiago, Chile          | Estadio Monumental         | Cancelado. Incompatibilidade de agenda.                                                   |
| 15 de fevereiro de 2013 | Cidade do México, México | Foro Sol                   | Cancelado. Incompatibilidade de agenda.                                                   |
| 18 de fevereiro de 2013 | Guadalajara, México      | Estadio Tres de Marzo      | Cancelado. Incompatibilidade de agenda.                                                   |
| 20 de fevereiro de 2013 | Monterrey, México        | Estadio Universitario      | Cancelado. Incompatibilidade de agenda.                                                   |

## Box oficial e pontuação dos shows
| Local                                     | Cidade           | Ingressos Vendidos / Disponíveis | Arrecadação  |
| ----------------------------------------- | ---------------- | -------------------------------- | ------------ |
| Scottish Exhibition and Conference Centre | Glasgow          | 9.243 / 9.654 (96%)              | $780.797     |
| Manchester Evening News Arena             | Manchester       | 18.103 / 18.305 (99%)            | $1.530.480   |
| The O2 Arena                              | Londres          | 29.835 / 30.200 (99%)            | $2.553.150   |
| Palais Omnisports de Paris-Bercy          | Paris            | 16.500 / 17.000 (97%)            | $1.152.990   |
| Lanxess Arena                             | Cologne          | 16.139 / 16.139 (100%)           | $1.156.640   |
| Sportpaleis                               | Antwerp          | 18.340 / 18.340 (100%)           | $1.477.530   |
| Festhalle Frankfurt                       | Frankfurt        | 15.148 / 15.148 (100%)           | $1.149.270   |
| O2 World                                  | Berlin           | 14.660 / 14.991 (98%)            | $1.120.610   |
| Rexall Place                              | Edmonton         | 14.306 / 16.238 (88%)            | $1.220.710   |
| Scotiabank Saddledome                     | Calgary          | 14.463 / 14.463 (100%)           | $1.277.710   |
| Rogers Arena                              | Vancouver        | 31.766 / 34.000 (93%)            | $2.794.890   |
| Rose Garden                               | Portland         | 12.966 / 12.966 (100%)           | $1.076.567   |
| KeyArena                                  | Seattle          | 14.244 / 14.244 (100%)           | $1.209.544   |
| HP Pavilion at San Jose                   | San Jose         | 33.894 / 33.894 (100%)           | $2.612.395   |
| Hollywood Bowl                            | Los Angeles      | 49.466 / 49.466 (100%)           | $4.158.205   |
| Estádio do Dragão                         | Porto            | 52.457 / 52.457 (100%)           | $4.467.650   |
| Estadio Vicente Calderón                  | Madrid           | 50.873 / 50.873 (100%)           | $3.698.900   |
| Stade Charles-Ehrmann                     | Nice             | 43.364 / 43.364 (100%)           | $2.812.670   |
| Stadio Olimpico di Torino                 | Turin            | 39.778 / 39.778 (100%)           | $2.637.910   |
| Letzigrund                                | Zurique          | 48.826 / 48.826 (100%)           | $6.051.640   |
| Ricoh Arena                               | Coventry         | 40.498 / 40.498 (100%)           | $3.483.080   |
| Emirates Stadium                          | Londres          | 173.596 / 173.596 (100%)         | $14.421.500  |
| Stadium of Light                          | Sunderland       | 55.220 / 55.220 (100%)           | $4.326.040   |
| Etihad Stadium                            | Manchester       | 113.256 / 113.256 (100%)         | $9.081.600   |
| American Airlines Center                  | Dallas           | 33.532 / 33.532 (100%)           | $2.581.064   |
| Toyota Center                             | Houston          | 26.763 / 26.763 (100%)           | $2.237.219   |
| Tampa Bay Times Forum                     | Tampa            | 15.934 / 16.830 (95%)            | $1.205.475   |
| American Airlines Arena                   | Miami            | 18.266 / 18.266 (100%)           | $1.314.147   |
| Philips Arena                             | Atlanta          | 17.218 / 17.218 (100%)           | $1.220.718   |
| Time Warner Cable Arena                   | Charlotte        | 15.509 / 15.509 (100%)           | $1.230.556   |
| Wells Fargo Center                        | Philadelphia     | 33.680 / 33.680 (100%)           | $2.745.129   |
| Verizon Center                            | Washington, D.C. | 32.266 / 32.266 (100%)           | $2.710.116   |
| Air Canada Centre                         | Toronto          | 35.434 / 35.434 (100%)           | $3.385.030   |
| Bell Centre                               | Montreal         | 36.893 / 36.984 (99%)            | $3.204.030   |
| TD Garden                                 | Boston           | 32.248 / 32.248 (100%)           | $2.744.129   |
| Palace of Auburn Hills                    | Auburn Hills     | 15.401 / 15.401 (100%)           | $1.185.387   |
| Izod Center                               | East Rutherford  | 37.225 / 37.225 (100%)           | $3.286.692   |
| United Center                             | Chicago          | 33.995 / 33.995 (100%)           | $2.893.220   |
| Xcel Energy Center                        | Saint Paul       | 28.257 / 28.257 (100%)           | $2.472.728   |
| Parken Stadium                            | Copenhagen       | 50.595 / 50.595 (100%)           | $3.706.340   |
| Stockholm Olympic Stadium                 | Estocolmo        | 33.801 / 33.801 (100%)           | $3.114.210   |
| Stade de France                           | Paris            | 77.813 / 77.813 (100%)           | $6.360.020   |
| RheinEnergieStadion                       | Cologne          | 44.575 / 44.575 (100%)           | $3.366.680   |
| Malieveld                                 | The Hague        | 68.274 / 68.274 (100%)           | $5.125.500   |
| Olympic Stadium                           | Munich           | 54.017 / 54.017 (100%)           | $4.286.410   |
| Red Bull Arena                            | Leipzig          | 35.075 / 35.075 (100%)           | $2.748.530   |
| Synot Tip Arena                           | Prague           | 34.609 / 34.609 (100%)           | $2.775.130   |
| National Stadium                          | Warsaw           | 40.492 / 40.492 (100%)           | $2.480.500   |
| AWD-Arena                                 | Hanover          | 43.414 / 43.414 (100%)           | $3.411.640   |
| Mt Smart Stadium                          | Auckland         | 37.394 / 37.394 (100%)           | $3.907.510   |
| Etihad Stadium                            | Melbourne        | 63.378 / 63.378 (100%)           | $7.300.900   |
| Allianz Stadium                           | Sydney           | 92.717 / 92.717 (100%)           | $10.703.300  |
| Suncorp Stadium                           | Brisbane         | 51.435 / 51.435 (100%)           | $6.025.180   |
| TOTAL                                     | TOTAL            | 2.066.251 / 2.074.113 (99%)      | $175.979.968 |